# 蛍光タンパク質
蛍光タンパク質（けいこうタンパクしつ、英: fluorescent protein）は、紫外線等の短波長の光を照射すると蛍光を発する蛋白質。

## 概説
緑色蛍光タンパク質は当初はオワンクラゲのように緑色の発光のみだったが、遺伝子組み換えにより大腸菌等オワンクラゲ以外の生物に蛍光蛋白質を合成する遺伝子を組み込むことで蛍光強度や波長特性、至適温度、発色団形成速度など様々に異なる改変型蛍光たんぱく質が作られるようになった。また、レポーター遺伝子として蛍光タンパク質を体内で合成する遺伝子を他の生物に組み込むことにより細胞生物学・発生生物学・神経細胞生物学など広く使われる。蛍光たんぱく質はオワンクラゲだけでなく普遍的なもので他の生物にもあり、脊椎動物であるニホンウナギから単離されたUnaGのような例もある。蛍光たんぱく質は重合体を形成する場合があり、ダイマーやオリゴマーのような重合体よりもモノマーの状態の方が、高い機能を発揮する。

## 種類
- 緑色蛍光タンパク質
- 黄色蛍光タンパク質（英語版）
- 赤色蛍光タンパク質（英語版）
- 青色蛍光タンパク質

## 歴史
1960年代に下村脩によってオワンクラゲからイクオリンとともに発見・分離精製され、この功績により下村は2008年にノーベル化学賞を受賞した。

## 使用上の注意
- 複数の蛍光蛋白質を同時に使用するのであれば、蛍光波長の離れたものを選ぶ[3]。
- 蛍光タンパク質も他のタンパク質同様にpH値、温度、酸素濃度等の環境に影響を受けるので、それらの条件下に適した蛍光タンパク質を選択するか用いる蛍光タンパク質に合わせて実験条件を調整する事が望ましい[3]。
- C末端融合とN末端融合があり、適した方を融合させるとよい[3]。
- 哺乳類ではクラゲやサンゴなどの由来の蛍光タンパク質のコドンが発現しにくくなる可能性があるので、適切な蛍光たんぱく質を選択する[3][5]。
- ダイマーやオリゴマー等の重合体を形成する場合があるので注意を要する[3]。
- 蛍光たんぱく質の種類によっては蛍光タンパク質の発現から、正しく折りたたまれ、発光団を形成し、蛍光を放出するまで(成熟)に時間がかかる場合があるので、適した蛍光たんぱく質を選択する[3]。
- 蛍光たんぱく質を含め蛍光色素等は光を照射すると徐々に発光能力が低下するので、長時間の観察では安定した蛍光たんぱく質を選択する[3]。

## 応用例

### グルタミン酸感受性蛍光レポーター
グルタミン酸感受性蛍光レポーターは神経伝達物質であるグルタミン酸に結合すると蛍光を発するように遺伝子操作された蛍光タンパク質で、蛍光顕微鏡によるシナプス前末端の活性を観測する目的で使用される。

## 資料
- Prasher, D. C., Eckenrode, V. K., Ward, W. W., Prendergast, F. G. & Cormier, M. J. Primary structure of the Aequorea victoria green-fluorescent protein. Gene 111, 229-233 (1992).
- Haas, J., Park, E.-C. & Seed, B. Codon usage limitation in the expression of HIV-1 envelope glycoprotein. Curr. Biol. 6, 315-324 (1996).
- Zacharias, D. A., Violin, J. D., Newton, A. C. & Tsien, R. Y. Partitioning of lipid-modified monomeric GFPs into membrane microdomains of live cells. Science 296, 913-6 (2002).
- Snapp, E. L. et al. Formation of stacked ER cisternae by low affinity protein interactions. J. Cell Biol. 163, 257-269 (2003).
- Shaner, N. C., Steinbach, P. A. & Tsien, R. Y. A guide to choosing fluorescent proteins. Nat. Methods 2, 905-909 (2005).
- Snapp, E. L. Fluorescent Proteins: A Cell Biologist’s User Guide. Trends Cell Biol. 19, 649-655 (2009).